# 聖和学園高等学校
聖和学園高等学校（せいわがくえんこうとうがっこう）は、学校法人聖和学園が運営する私立高等学校である。キャンパスは、宮城県仙台市若林区および宮城県仙台市太白区に位置している。
建学の精神に「仏教精神における人格の陶冶」を掲げ、日本仏教の一宗一派に偏らない仏教教育（心の教育）を行っており、各宗派の僧籍の資格を持った僧職が多く在籍している。宮城県では唯一の仏教高校で、以前は女子高であったが2003年度より共学化した。2000人弱の生徒が在籍しており、生徒数も多く宮城県でもトップクラスのマンモス校で部活動も著名である。
また、国際化に向けて、アメリカの高校との国際交流や、仏教国との国際交流、海外の姉妹校締結などに力を注いでいる。新たにインターナショナル系のクラブ（部）を設置しており、海外に留学する生徒も年々増加している。
またJRC部を中心にボランティア活動も行っている学校である。
2キャンパス
室内練習場、専用の野球場、男子寮2棟、女子寮1棟、人工芝グランド2面、フットサル専用コート1面、3階建体育館、テニスコート10面程、弓道専用道場2ヶ所、柔剣道場、専用コンサートホール、茶道室、写経室、社会福祉関連の教室など、特色のある施設も多くある。

## 概要
共学化と同時にキャンパスを分離・移転し、若林区木ノ下の薬師堂キャンパス（北緯38度15分8.4秒 東経140度54分16.6秒 / 北緯38.252333度 東経140.904611度）、および、太白区土手内の三神峯キャンパス（北緯38度13分44.1秒 東経140度51分45.6秒 / 北緯38.228917度 東経140.862667度）の2つの校舎を設置、特色あるコースや部活動によってどちらかのキャンパスに所属することになる。
2019年現在の制服は冬服は男子は濃紺のブレザーにグレーのチェックのズボン、女子は紺のブレザーに紺と白のチェックのベストとスカートのスリーピース。夏服は男子はワイシャツに濃紺にチェックの模様が入ったズボン、女子の襟とスカートに青いチェックの模様が入った前開きタイプのセーラー服である。また、女子の冬服と男子はネクタイを着用するが、男子はコース毎に異なっており、5種類ある。なお、女子制服のデザインはモリハナエである。
薬師堂キャンパス・三神峯キャンパスのグランドは全面人工芝とナイター設備、また男子サッカー部は雨天時には室内練習場もあり充実した練習環境がある。
硬式野球部も専用野球場（名取球場）がある。男子専用の寮が三神峯キャンパスに、女子専用の寮が薬師堂キャンパスに併設されている（入寮条件有り）。

## 沿革
- 1930年（昭和5年） - 吉田ツギ女子が多額の寄付をし、吉田高等女学校として伊澤平左衛門が開設。
- 1948年（昭和23年） - 学制改革により、新制高校の聖和学園吉田高等学校を設置。
- 1986年（昭和61年） - 聖和学園高等学校と改称。
- 2003年（平成15年） - 陸奥国分寺薬師堂の南西側に位置した仙台市若林区木ノ下二丁目5番地（北緯38度15分0.6秒 東経140度54分7.2秒 / 北緯38.250167度 東経140.902000度）の校地より、同堂北東側の同木ノ下三丁目4番1号のJR東日本仙台研修センター（旧：東北鉄道学園[2]）跡地に移転・新築し、薬師堂キャンパスとする。また、仙台電気通信学園跡地に三神峯キャンパスを開設。一部男女共学化。
- 2006年（平成18年） - 全コース男女共学化

## 設置コース

### 薬師堂キャンパス
- 特別進学アドバンスコース・特別進学アスリートコース
- リベラルアーツコース
- プログレスコース

### 三神峯キャンパス
- 特進パイオニアコース
- ジェネラルスタディコース

## 部活動
女子サッカー部、男子サッカー部、女子バスケット部、ソフトボール部、女子ハンドボール部、軽音楽部、女子バレー部、インターナショナルクラブなどが著名である。

### 女子サッカー部
1985年創部。全日本高等学校女子サッカー選手権大会の初代女王であり、令和5年現在で31回連続出場、全国タイトルを計4回獲得した名門である。同県の常盤木学園高校とはライバル関係にある。
- 全日本高等学校女子サッカー選手権大会
  - 1992、1998、2001

- 選抜高校女子サッカー大会
  - 1995
- 東北女子サッカーリーグ
  - 2022
- 全国高等学校総合体育大会サッカー競技大会
  - 2023 (準優勝＆フェアプレー賞)

### 男子サッカー部
共学化に伴い2003年創部。ドリブル主体にゴールへ迫るサッカーが特徴で、20周年となる令和5年現在で高総体宮城県大会優勝4回、選手権宮城県大会優勝5回

### 硬式野球部
共学化に伴い、2004年に創部。2024年7月23日に行われた宮城大会決勝で、前年の第106回全国高等学校野球選手権大会で準優勝した仙台育英に8-5で勝利し、創部20年目で初優勝を果たして初の全国大会出場を決めた。

## 主な出身者

### 芸能
- kumi（歌手、女子サッカー部出身）
- 高橋龍輝（俳優、D-BOYSメンバー）中退

### スポーツ
- 加藤徹也（サッカー選手、FC今治所属）
- 菊谷篤資（サッカー選手）
- 齋藤恵太（サッカー選手、ファジアーノ岡山所属）
- 菅井拓也（サッカー選手、アスルクラロ沼津所属）
- 嶺岸光（サッカー選手、サッカーフィリピン代表）
- 小原基樹 （サッカー選手、サンフレッチェ広島所属）
- 内田紗希（女子サッカー選手）
- 加賀孝子（女子サッカー選手）
- 齊藤夏美（女子サッカー選手）
- 櫻井まどか（女子サッカー選手、浦和レッドダイヤモンズ・レディース所属）
- 佐々木繭（女子サッカー選手、浦和レッドダイヤモンズ・レディース所属）
- 佐藤恵利子（女子サッカー選手）
- 菅原未紗（女子サッカー選手）
- 曽山加奈子（女子サッカー選手、現女子サッカー部監督）
- 櫨まどか（女子サッカー選手）
- 平尾恵理（女子サッカー選手）
- 藤本知恵（女子サッカー選手）
- 合瀬教成（バスケットボール選手）
- 相澤優子（女子バスケットボール選手）
- 阿部有希子（女子バスケットボール選手）
- 髙野柚希（女子バスケットボール選手）
- 今野紀花（女子バスケットボール選手）
- 佐藤伊知子（元バレーボール選手、東北福祉大学総合福祉学部通信教育部准教授）
- 天心アンリ（女子プロボクサー、女子サッカー部出身）
- 畑中みゆき（元モーグル選手、ソルトレーク五輪・トリノ五輪代表）
- 伊藤祐介（元プロ野球選手・現福岡ソフトバンクホークス打撃投手）
- 小野寺賢人（プロ野球選手・台鋼ホークス所属）
- 庄司陽斗 (プロ野球選手・横浜DeNAベイスターズ所属)
- 只埜榛奈（元女子プロ野球選手・現東海NEXUS所属、ソフトボール部出身）
- 高橋千恵美（シドニー五輪陸上女子10000m代表、元陸上部コーチ）